# Roderick Briffa
Roderick Briffa, född 24 augusti 1981 i Birkirkara, är en maltesisk fotbollsspelare som sedan 2009 spelar i Valletta och Maltas landslag. Han har under karriären främst spelat för Birkirkara samt Valletta och har vunnit Maltese Premier League sex gånger samt cupen sex gånger. För landslaget har han gjort över 90 landskamper och gjort ett mål.

## Meriter
Birkirkara
- Maltese Premier League: 2000, 2006
- Maltese FA Trophy: 2002, 2003, 2005

Sliema Wanderers
- Maltese FA Trophy: 2009

Valletta
- Maltese Premier League: 2011, 2012, 2014, 2016
- Maltese FA Trophy: 2010, 2014